# Pichisermollodes albopes
Pichisermollodes albopes là một loài dương xỉ trong họ Polypodiaceae. Loài này được C. Chr. & Ching Fraser-Jenk. mô tả khoa học đầu tiên năm 2009.